# Яковенко, Ольга Александровна
О́льга Алекса́ндровна Якове́нко (укр. Ольга Олександрівна Яковенко; род. 1 июня 1987, Винница) — украинская легкоатлетка, специалистка по спортивной ходьбе. Выступала на профессиональном уровне в 2005—2015 годах, чемпионка Украины в дисциплине 20 км, участница летних Олимпийских игр в Лондоне. Мастер спорта Украины международного класса.

## Биография
Ольга Яковенко родилась 1 июня 1987 года в Виннице, Украинская ССР.
Выступала на крупных юниорских стартах начиная с 2005 года.
В 2007 году вошла в состав украинской сборной и выступила на молодёжном европейском первенстве в Дебрецене, где в зачёте ходьбы на 20 км заняла 15-е место.
В 2009 году заняла 37-е место на Кубке Европы по спортивной ходьбе в Меце, выиграла бронзовую медаль на чемпионате Украины в Сумах, финишировала четвёртой на молодёжном европейском первенстве в Каунасе, показала 35-й результат на чемпионате мира в Берлине.
В 2010 году превзошла всех соперниц на Кубке Украины в Виннице, взяла бронзу на чемпионате Украины в Сумах.
В 2011 году стала четвёртой на Кубке Европы в Ольяне, тогда как на чемпионате мира в Тэгу была дисквалифицирована за нарушение техники ходьбы.
В 2012 году стала бронзовой призёркой на зимнем чемпионате Украины в Евпатории, заняла 16-е место на Кубке мира в Саранске. Выполнив олимпийский квалификационный норматив (1:33:30), удостоилась права защищать честь страны на летних Олимпийских играх в Лондоне — в программе ходьбы на 20 км показала время 1:35:50, расположившись в итоговом протоколе соревнований на 24-й строке.
В 2013 году на соревнованиях в Евпатории с личным рекордом 1:30:38 завоевала звание чемпионки Украины в дисциплине 20 км, показала 13-й результат на Кубке Европы в Дудинце и 52-й результат на чемпионате мира в Москве.
В 2014 году получила дисквалификацию на Кубке мира в Тайцане, выиграла бронзовую медаль на чемпионате Украины в Сумах.
Завершила спортивную карьеру по окончании сезона 2015 года.
За выдающиеся спортивные достижения удостоена почётного звания «Мастер спорта Украины международного класса».